# Europese kampioenschappen oriëntatieloop 2021
De Europese kampioenschappen oriëntatieloop 2021 waren door de International Orienteering Federation (IOF) georganiseerde kampioenschappen voor oriëntatielopers. De 13e editie van de Europese kampioenschappen vond plaats in het Zwitserse Neuchâtel van 13 tot 16 mei 2021.

## Uitslagen

### Sprint
|       | Goud               | Goud  | Zilver           | Zilver | Brons                        | Brons |
| ----- | ------------------ | ----- | ---------------- | ------ | ---------------------------- | ----- |
| Heren | Emil Svensk        | 16:06 | Yannick Michiels | 16:19  | Kasper Fosser Gustav Bergman | 16:28 |
| Dames | Tove Alexandersson | 16:10 | Elena Ross       | 16:15  | Simona Aebersold             | 16:16 |

### Knock-out sprint
|       | Goud               | Goud | Zilver           | Zilver | Brons               | Brons |
| ----- | ------------------ | ---- | ---------------- | ------ | ------------------- | ----- |
| Heren | Matthias Kyburz    | 6:30 | Joey Hadorn      | 6:31   | Kaspar Fosser       | 6:33  |
| Dames | Tove Alexandersson | 6:49 | Simona Aebersold | 6:57   | Andrine Benjaminsen | 7:07  |

### Relay
| Goud                                                    | Goud  | Zilver                                               | Zilver | Brons                                                                       | Brons |
| ------------------------------------------------------- | ----- | ---------------------------------------------------- | ------ | --------------------------------------------------------------------------- | ----- |
| Simona Aebersold Joey Hadorn Matthias Kyburz Elena Ross | 56:55 | Lina Strand Gustav Bergman Emil Svensk Sara Hagström | 57:50  | Victoria Hæstad Bjørnstad Eskil Kinneberg Kasper Fosser Andrine Benjaminsen | 58:24 |